# Banki (Chorwacja)
Banki – wieś w Chorwacji, w żupanii istryjskiej, w mieście Poreč. W 2011 roku liczyła 17 mieszkańców.